# Per Bauhn
Per Roald Bauhn, född 23 juli 1960 i Markaryd, Kronobergs län, är en svensk filosof och debattör. Han disputerade i praktisk filosofi vid Lunds universitet 1989, blev docent i samma ämne och vid samma universitet 1996, samt blev 2004 professor i praktisk filosofi vid Högskolan i Kalmar, från 2010 Linnéuniversitetet.
Bauhn förespråkar Chicagofilosofen Alan Gewirths teori om rättigheter. Enligt denna måste alla aktörer, just som aktörer, göra anspråk på rättigheter till frihet och välbefinnande, såsom de generellt nödvändiga villkoren för framgångsrikt handlande. Bauhns eget filosofiska författarskap har omfattat såväl moralfilosofi som politisk filosofi och estetik.   
Han har också medverkat med kultursides- och debattartiklar i Sydsvenska Dagbladet, Svenska Dagbladet, Expressen och Barometern. Bauhn har dessutom återkommande deltagit i Filosofiska rummet i Sveriges Radio.
Bauhn har i en rapport publicerad av Timbro argumenterat för att jämlikhet i rättigheter är att föredra framför jämlikhet i utfall.
I Normative Identity (2017) utvecklar Bauhn en teori om normativ identitet som i sig förenar "är" och "bör" och svarar mot ett mänskligt behov av mening. I Leva fritt och leva väl: En studie i moral, mening och mänskliga rättigheter (2020) utvecklar och försvarar Bauhn en teori om frihet och välbefinnande som grundkomponenter såväl för mänskliga rättigheter som för ett gott liv.

## Utmärkelser, ledamotskap och priser
- Ledamot av Vetenskapssocieteten i Lund (LVSL, 2004)[7]